# ترانه‌های گیتار (آلبوم)
ترانه‌های گیتار (انگلیسی: Guitar Songs) دومین آلبوم چندآهنگه توسط بیلی آیلیش خواننده و ترانه‌سرای آمریکایی است. به صورت دیجیتالی در ۲۱ ژوئیه ۲۰۲۲ توسط دارک روم و اینترسکوپ رکوردز منتشر شد. انتشار غافلگیر کننده بود، تصمیمی که ایلیش گرفت زیرا می‌خواست موسیقی جدید را در اسرع وقت برای طرفدارانش به اشتراک بگذارد. این آلبوم چندآهنگه دارای دو آهنگ است.
آیلیش این آلبوم را به همراه برادرش فینیس اوکانل تهیه کرد و نوشت.
آهنگ‌های این آلبوم دارای آواز ملایم ایلیش با سازهای گیتار آکوستیک، با اشعار شخصی است که از رویدادهای زندگی معاصر سرچشمه می‌گیرد. او اولین ترانه آلبوم، «تی‌وی» را در طول کنسرت منچستر در یک تور جهانی ۲۰۲۲–۲۰۲۳ در حمایت از خوشحال‌تر از همیشه (۲۰۲۱)، دومین آلبوم استودیویی خود، آغاز کرد. این آهنگ به لغو حکم (رو در برابر وید) در ژوئن ۲۰۲۲ اشاره دارد. «سی ام»، آهنگ دیگر آلبوم، در دسامبر ۲۰۲۱ پس از اینکه آیلیش شاهد زنده ماندن یک دوست نزدیک از یک تصادف رانندگی بود، نوشت. هر دو آهنگ به عنوان تک آهنگ از آلبوم چندآهنگه معرفی شده‌اند.
منتقدان موسیقی این آلبوم را را به خاطر اجراهای آوازی و ترانه‌سرایی آن ستودند. بسیاری معتقد بودند که آیلیش توانست استعداد خود را به عنوان یک ترانه‌سرا از طریق شعر آلبوم چندآهنگه ثابت کند. آهنگ‌های آن وارد چندین نمودار رکورد ملی در سراسر جهان شدند، از جمله بیلبورد هات ۱۰۰ در ایالات متحده. این دو ترانه به ۴۰ کشور برتر در چهار کشور و همچنین به پنجاهمین رتبه در بیلبورد ۲۰۰ رسیدند. پس از انتشار آلبوم، آیلیش و فینیس دوباره «تی‌وی» و «۳۰ام» را برای اولین بار در طول مسابقات آسیایی اجرا کردند.